# Kilkenny (hrabstwo)
Kilkenny (irl. Contae Chill Chainnigh) – hrabstwo na południowym wschodzie Irlandii, w prowincji Leinster. Nazwę wzięło od miasta Kilkenny, stolicy regionu.

## Miasta hrabstwa Kilkenny
- Ballyhale, Ballyragget, Bennetsbridge
- Castlecomer, Callan
- Freshford
- Gowran, Graiguenamanagh
- Inistioge
- Jenkinstown
- Knocktopher
- Mullinavat
- Paulstown
- Redhouse
- Thomastown
- Slieverue
- Urlingford
- Windgap